# Oshiroi

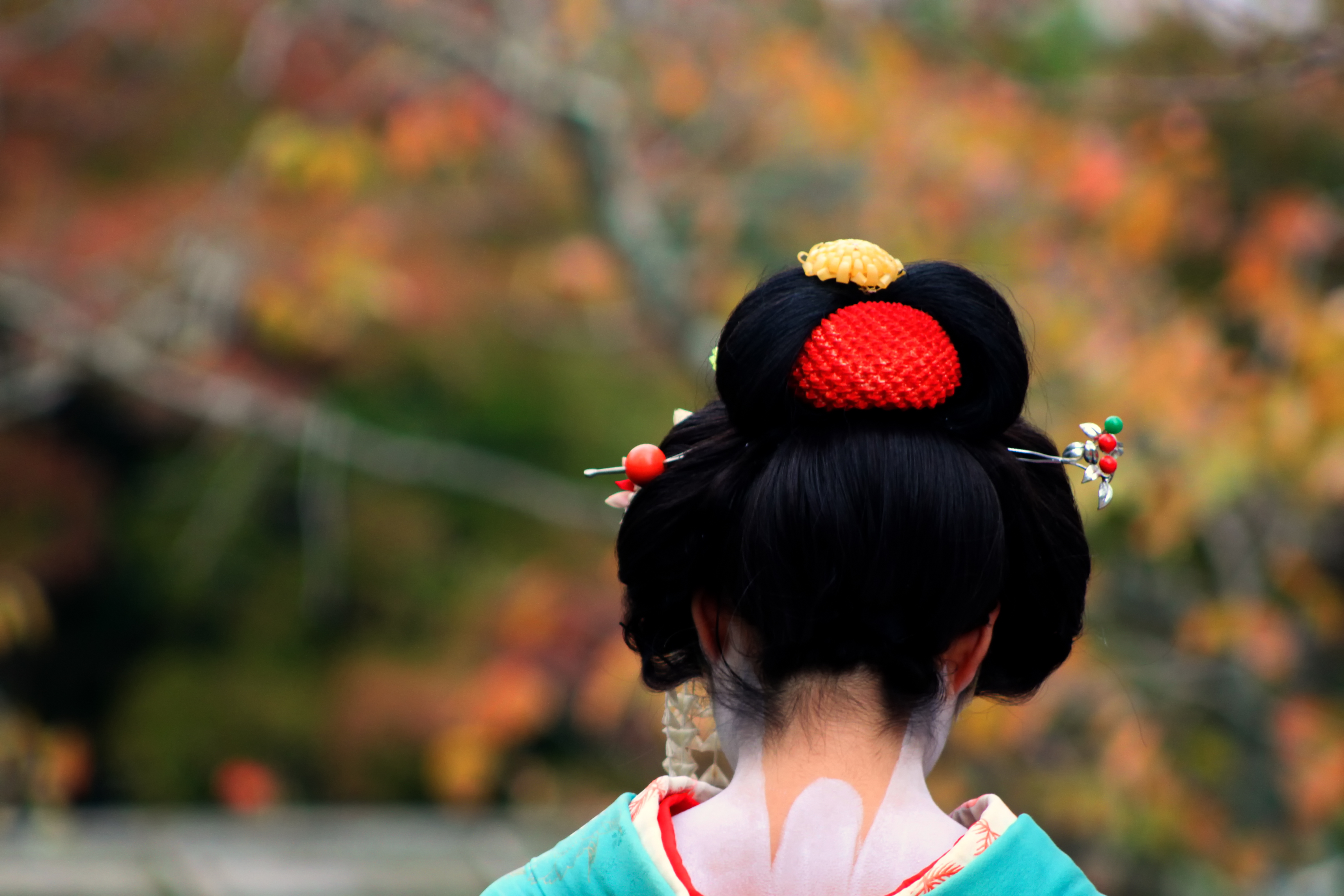
Motif eri-ashi peint avec de l'oshiroi sur la nuque d'une maiko.

L'oshiroi (白粉) est une poudre employée pour éclaircir la peau, essentiellement par les geishas et les maiko, ainsi que les acteurs de kabuki.
白粉 signifie littéralement « poudre blanche » tandis que la prononciation oshiroi signifie « blanc » (shiroi) précédé du préfixe honorifique o-.

## Description
L'oshiroi est généralement appliqué par-dessus deux types de cire qui servent de base : l'ishineri (石練) est appliqué sur les sourcils, le bintsuke sur le reste du visage et le cou. La nuque et le haut du dos sont également couverts si la porteuse utilise un kimono susohiki (à traîne) qui laisse visibles la nuque et le haut du dos.
L'oshiroi est mélangé à de l'eau, puis appliqué sur la peau avec un pinceau large et plat. Le mélange avec l'eau doit être fait soigneusement pour obtenir la bonne consistance, car s'il y a trop d'eau, l'oshiroi ne s'appliquera pas régulièrement sur le visage, et s'il y en a trop peu, le maquillage risque de craquer et de tomber.
L'oshiroi est aussi appliqué par-dessus les sourcils, lissés par l'ishineri au préalable pour pouvoir être peints. Le visage est ensuite poudré avec de la poudre de riz, puis les couleurs des joues, des yeux et des lèvres sont ajoutées.

## Application

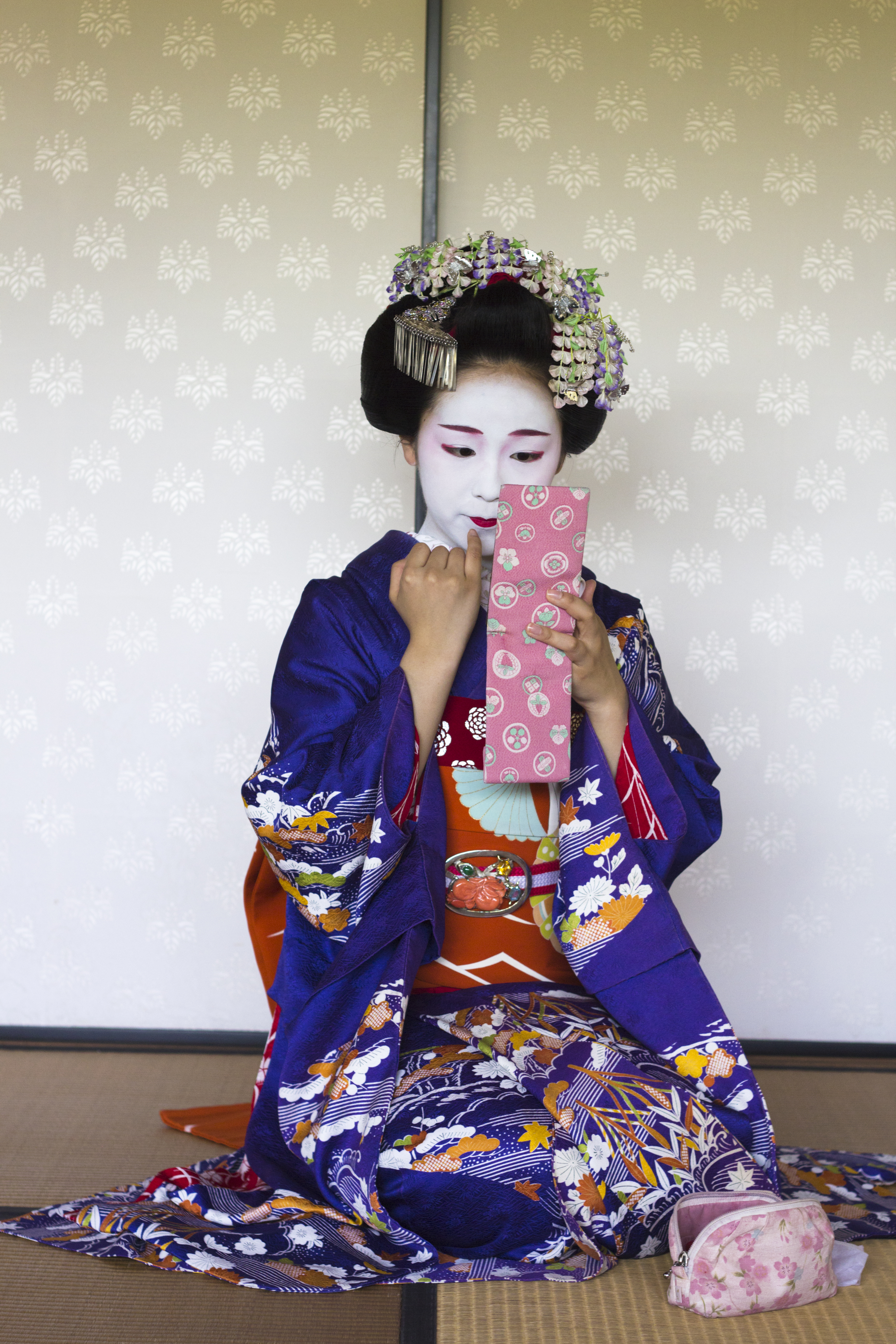
Maiko rectifiant son maquillage. Elle porte du fard et du rouge par-dessus l'oshiroi.

L'application de l'oshiroi varie selon l'occasion, l'utilisation et parfois la région pour les geishas et les maiko.
Les geishas et les maiko portent de l'oshiroi sur le visage et le cou, mais la manière de l'appliquer sur la nuque peut varier selon les occasions. Dans la plupart des cas, le motif dit eri-ashi (襟足, « rayures sur le cou ») est utilisé, formant deux raies triangulaires de peau non peinte sur la nuque. Pour les occasions formelles, le motif sanbon-ashi (三本足, « trois rayures pointues »), formé de trois raies au lieu de deux, est utilisé. Le motif eri-ashi est peint à la main en utilisant un pinceau plus petit, mais le sanbon-ashi est généralement peint avec un pochoir.
Les geishas et les maiko, bien qu'elles visent une peau blanche, n'utilisent généralement pas une couche épaisse d'oshiroi à part pour les grandes occasions ; à la place, elles l'utilisent souvent en conjonction avec un fard nommé tonoko. L'application de l'oshiroi dépend de l'âge, du statut et du lieu où se trouve la porteuse. Le maquillage étant une opération délicate, les maiko débutantes se font souvent aider par leur okāsan (« mère », terme utilisé pour désigner la patronne d'une maison de geishas ou okiya) ou par leur « grande sœur », une geisha plus expérimentée qui leur sert de mentor.
Les plus jeunes apprenties peuvent ne porter à leurs débuts que de l'oshiroi avec un peu de fard, sans autre maquillage, pour montrer leur inexpérience, le noir et le rouge étant ajoutés plus tard. Les geishas plus âgées ne portent plus de fard, et ne portent l'oshiroi que de plus en plus rarement, en général pour les occasions spéciales ou pour les spectacles.
La manière dont une maiko porte l'oshiroi dépend aussi de l'endroit où elle se trouve, la tradition de certaines régions favorisant une couche légère, d'autres une plus épaisse. L'utilisation du fard ou du maquillage rouge et noir sur les yeux varie aussi en fonction des préférences de la patronne de l'okiya, ou de la tendance générale du hanamachi.

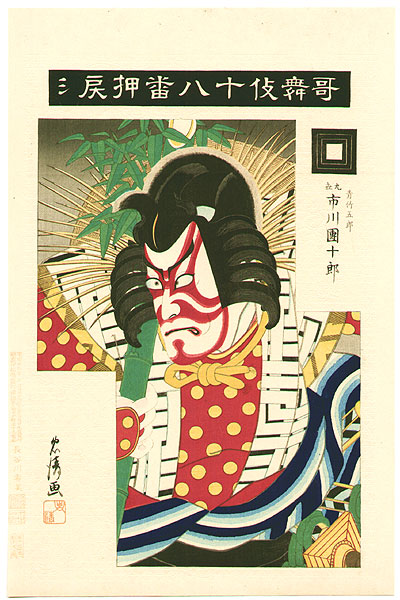
Un acteur de kabuki.

Pour les acteurs de kabuki, l'oshiroi est toujours appliqué en couche épaisse, pour obtenir un visage blanc et brillant visible de tout le public jusqu'au fond de la salle. Un acteur changeant de personnage peut appliquer une nouvelle couche d'oshiroi par-dessus son précédent maquillage, la couche étant suffisamment épaisse pour masquer la précédente.
Autrefois, l'oshiroi contenait du plomb (blanc de céruse), ce qui entraînait à long terme des problèmes de saturnisme chez ses utilisateurs. L'utilisation du blanc de céruse est interdite par la loi japonaise depuis 1934.